# 周清 (景泰進士)
周清（1418年—？），字本澄，直隸常州府無錫縣人，軍籍，明朝政治人物。進士出身。

## 生平
應天府鄉試第七十名。景泰二年（1451年）辛未科會試第一百七十三名，殿試登進士第三甲第一百一十三名。

## 家族
曾祖周賢。祖父周興。父亲周福。